# Quincy Olivari
Quincy Andrew Olivari, född 27 maj 2001 i Atlanta i Georgia, är en amerikansk professionell basketspelare (PG) som spelar för Los Angeles Lakers i National Basketball Association (NBA).
Han blev aldrig NBA-draftad.
Innan Olivari blev proffs studerade han först på Rice University och spelade för deras idrottsförening Rice Owls. Olivari blev senare överförd till Xavier University för spel i Xavier Musketeers.